# Левин-Бжески
Левин-Бжески (пол. Lewin Brzeski) — город в Польше, входит в Опольское воеводство, Бжегский повят. Имеет статус городско-сельской гмины. Занимает площадь 10,35 км². Население — 5843 человека (на 2004 год).

## История
Город с 1333 года. По 1675 год город принадлежал в Бжегское княжество, в 1526—1741 был под владением австрийских Габсбургов, затем в составе Королевства Пруссия. С 1843 года — железнодорожная станция Левин-Бжески на линии Вроцлав — Бжег — Ополе.

## Галерея

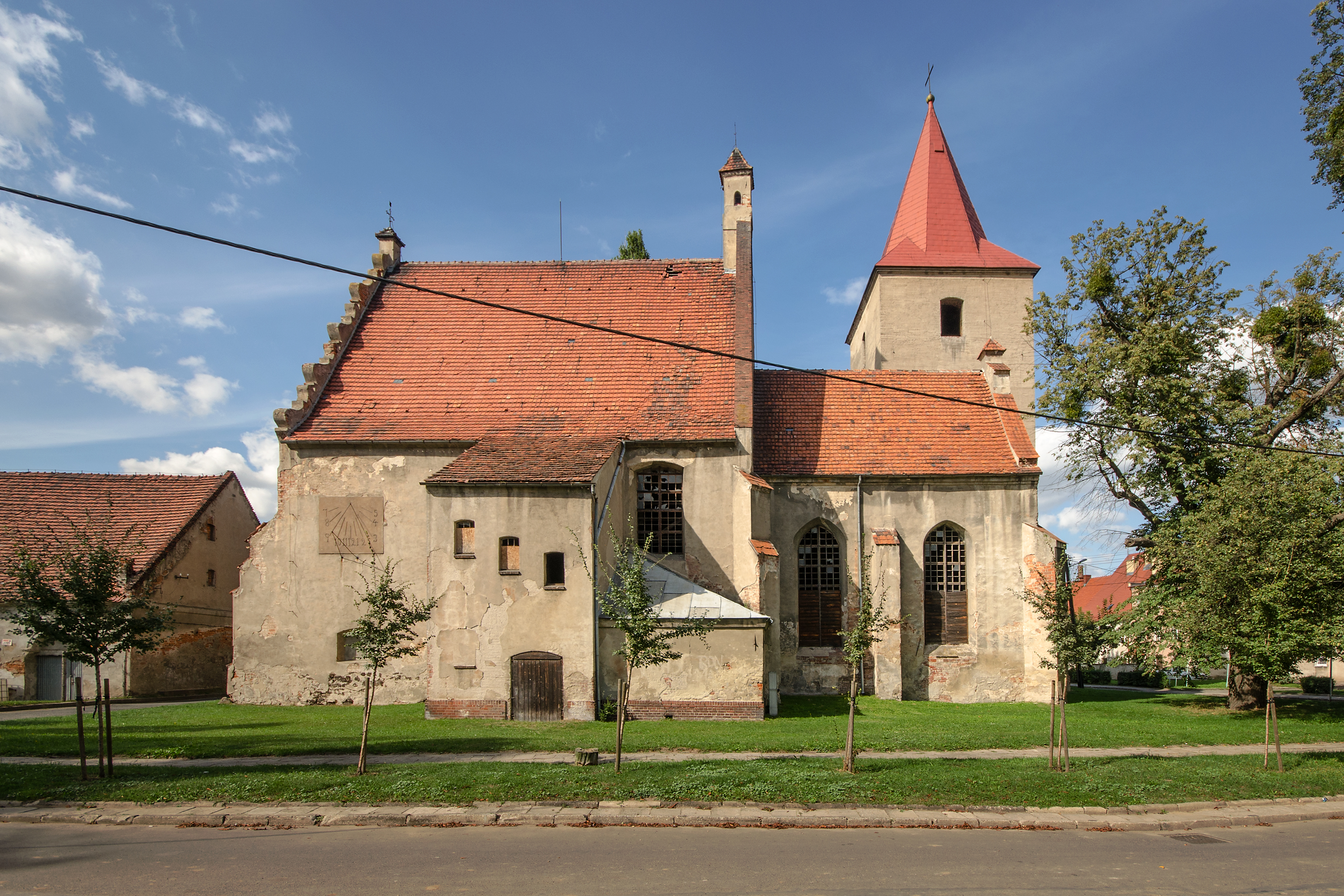
Лютеранская кирха
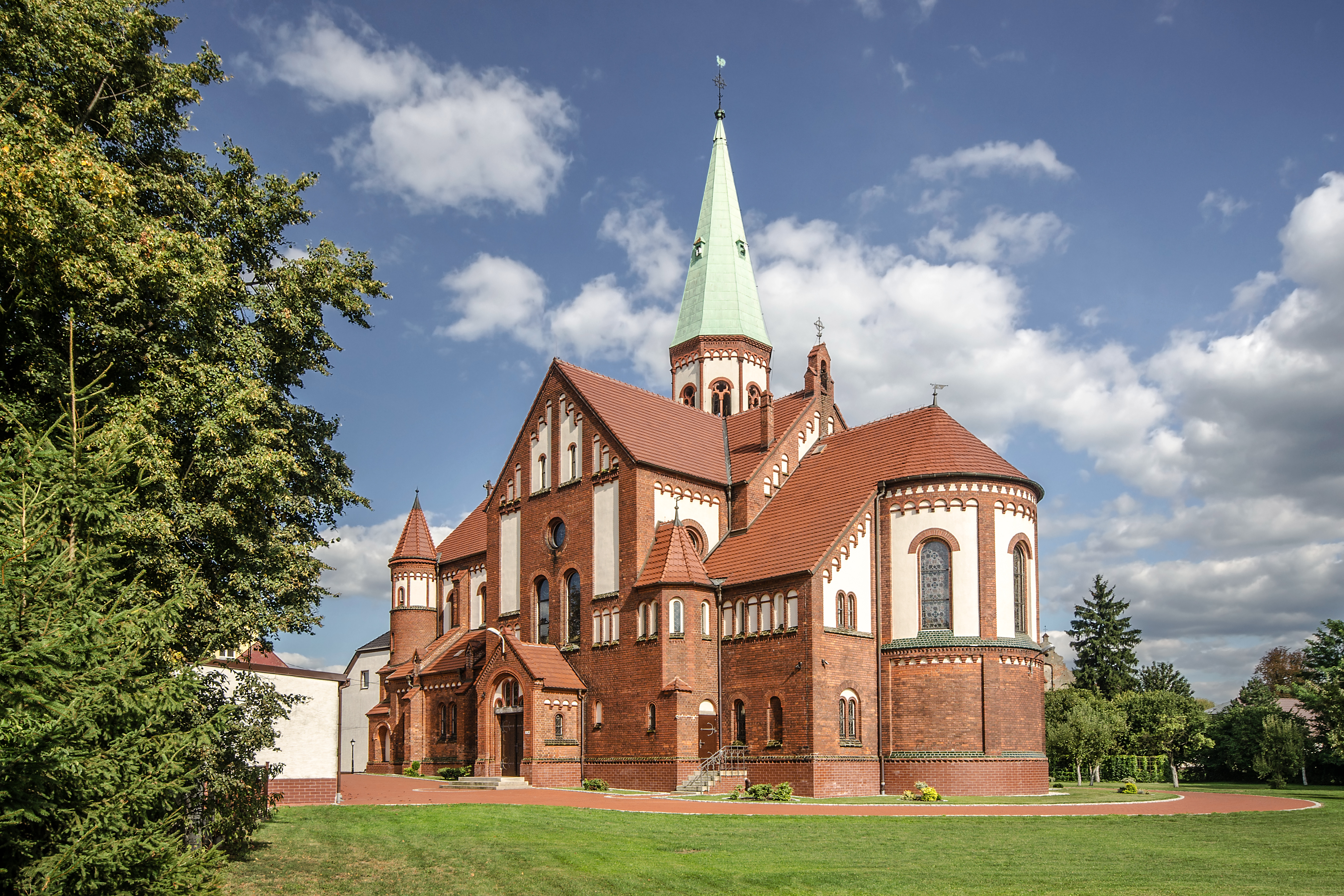
Католическая кирха
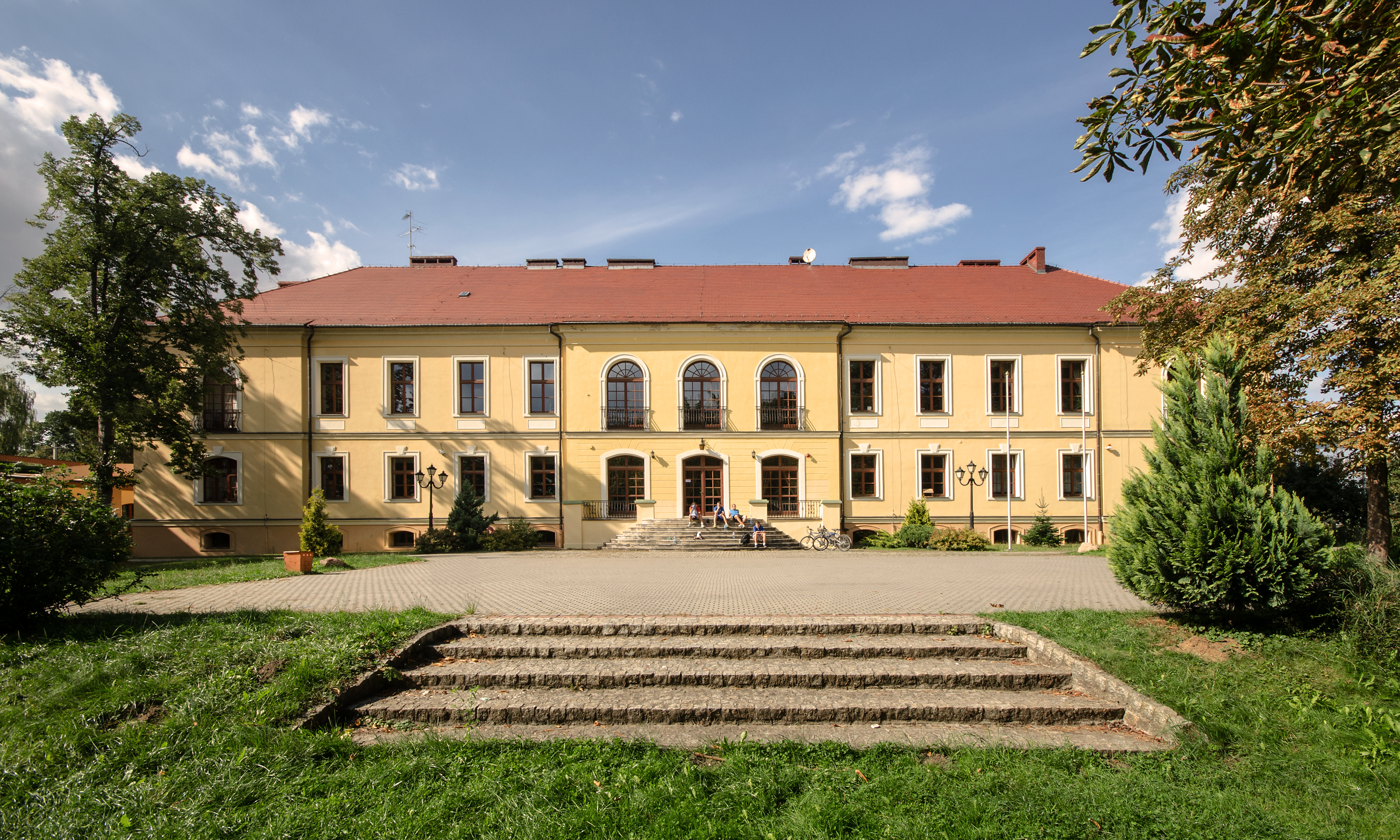
Замок в стиле барокко
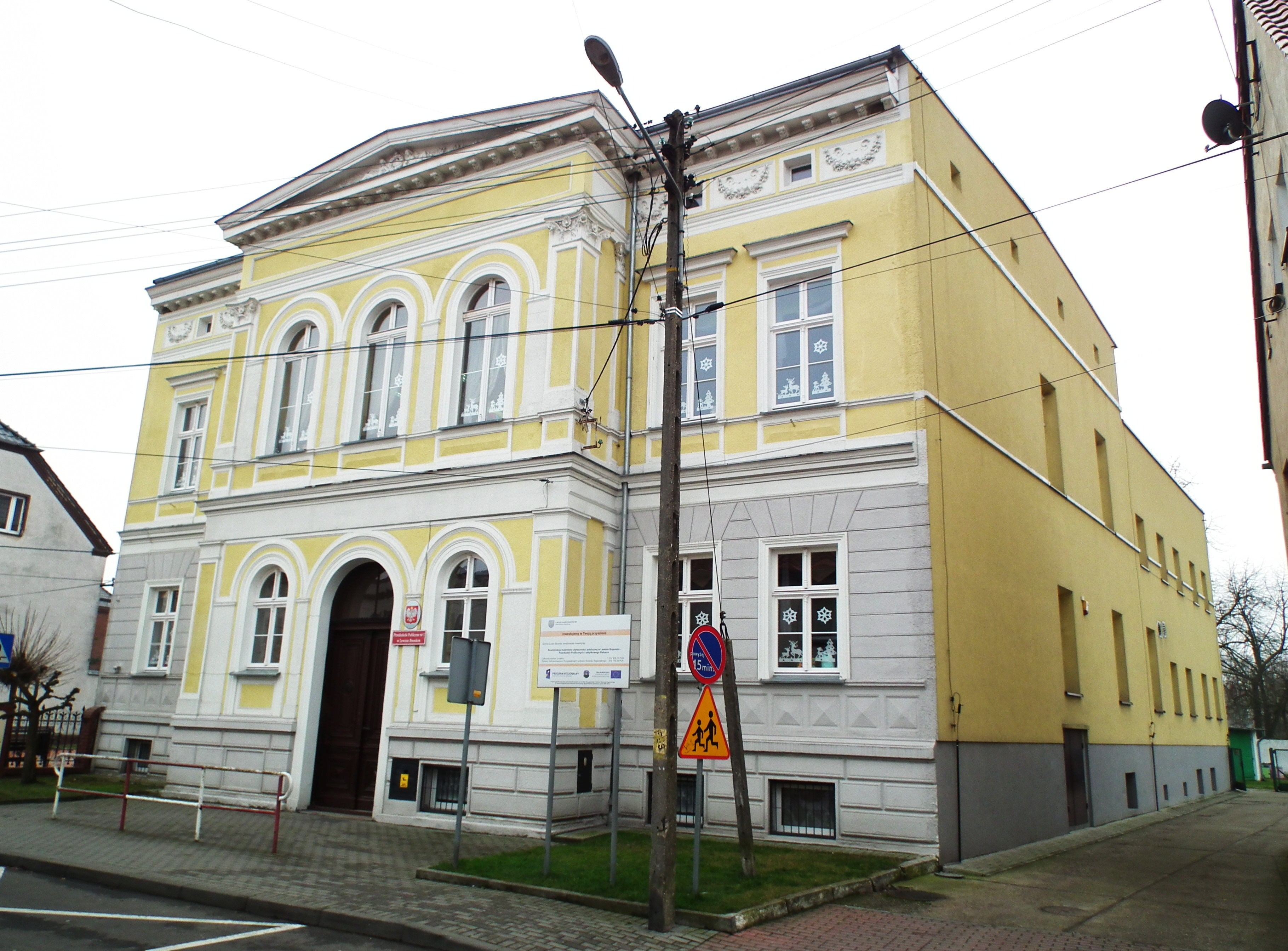
Здание
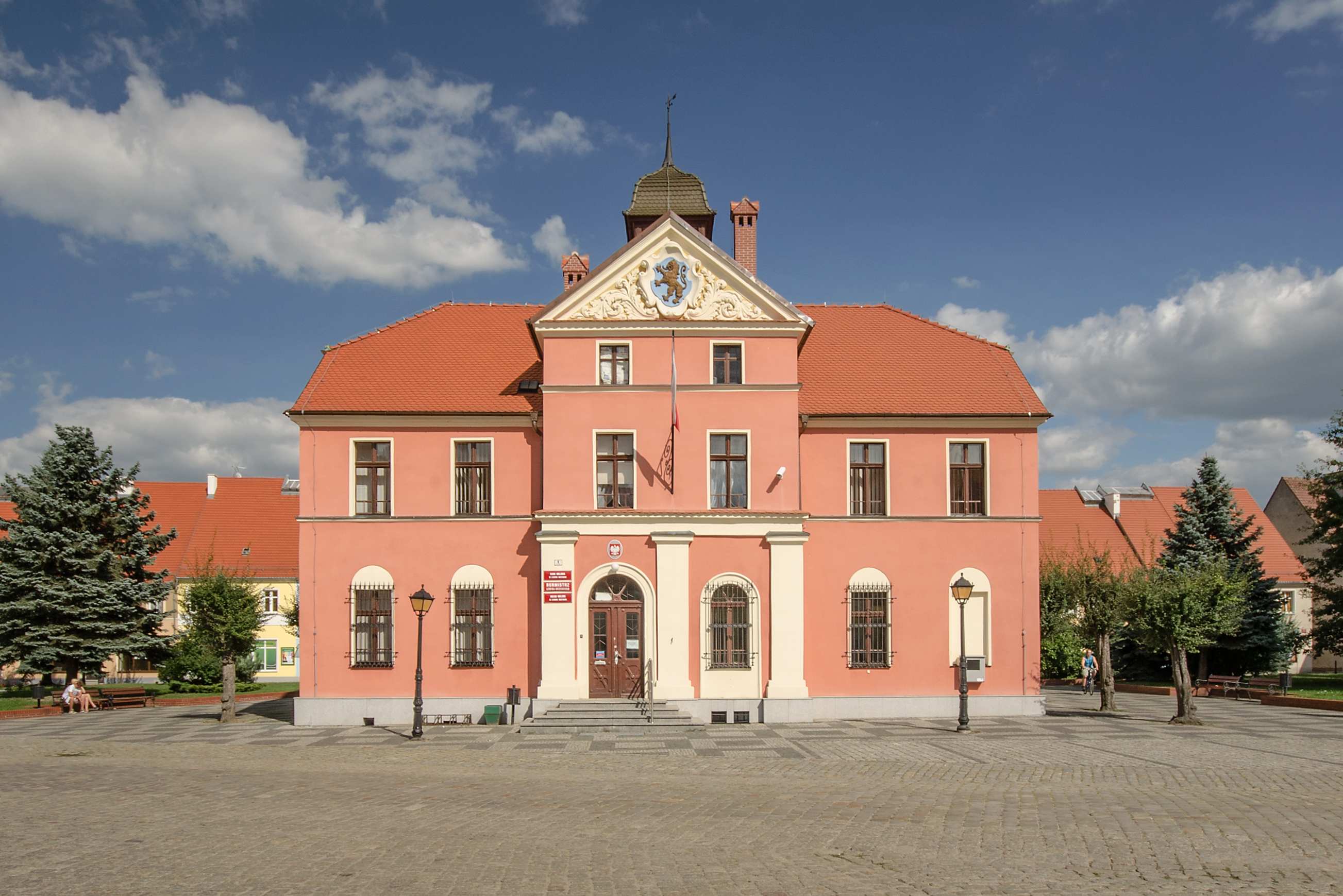
Ратуша
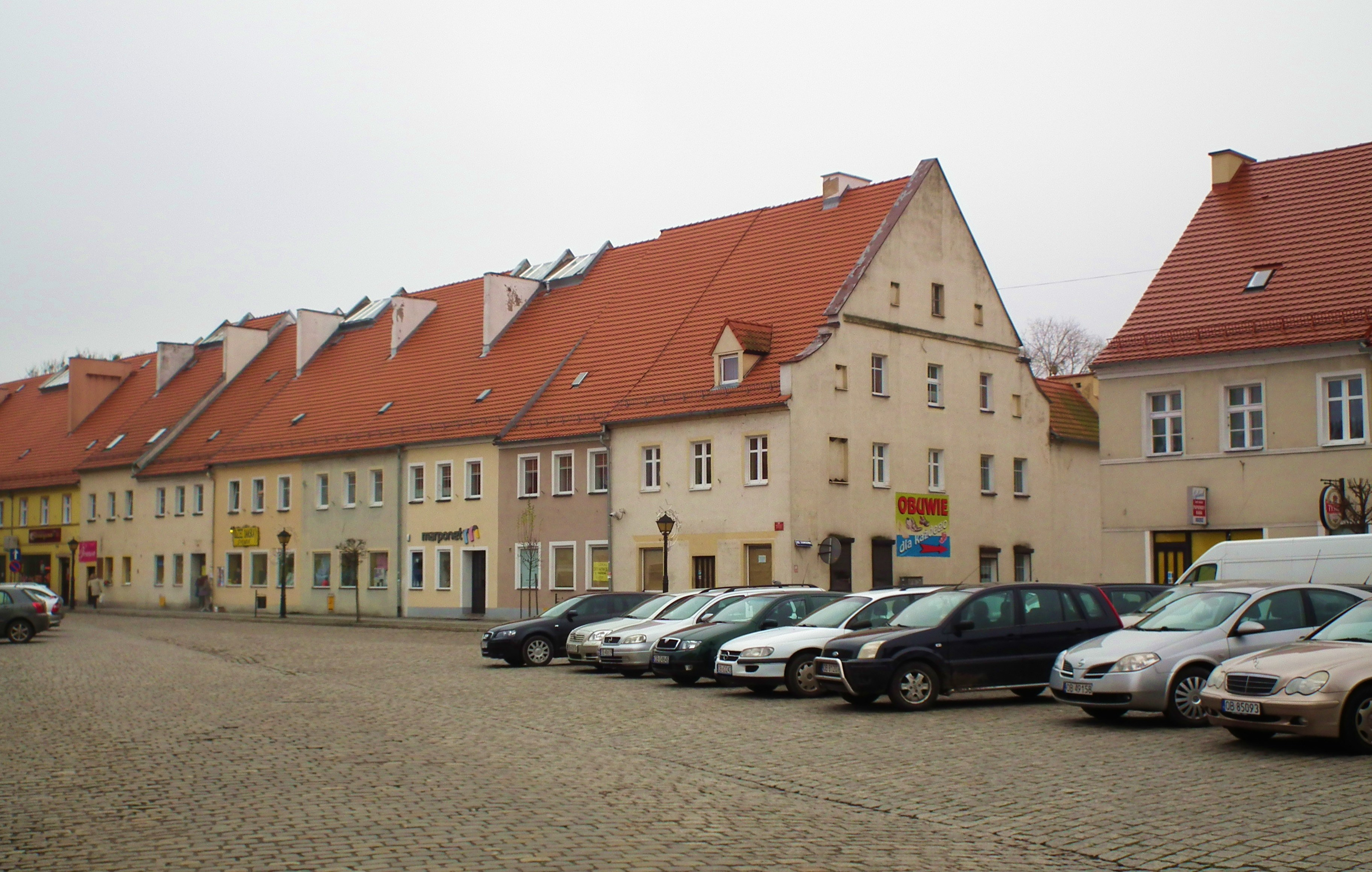
Рыночная площадь
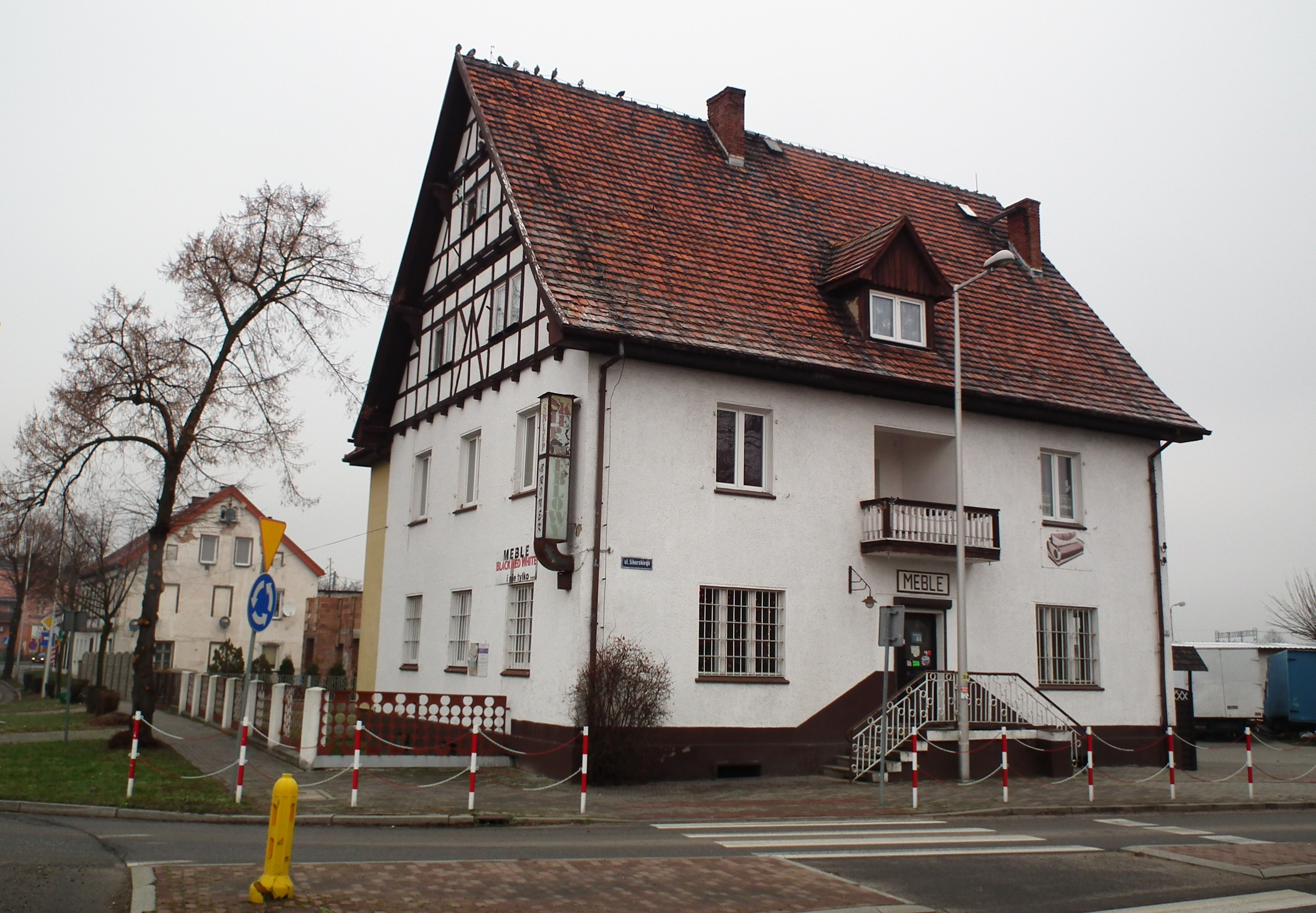
Старинный дом